# Lorenzo Fayne
Lorenzo Fayne (* 2. dubna 1971) je americký sériový vrah a násilník, který v letech 1989 až 1993 zavraždil dvě ženy a pět dětí ve státech Wisconsin a Illinois. V roce 2001 byl usvědčen a odsouzen k trestu smrti, ale v následujícím roce v reakci na četné justiční omyly v jiných případech vyhlásil guvernér státu Illinois George Ryan moratorium na trest smrti a změnil všem odsouzeným tresty na doživotí.

## Život
Lorenzo Fayne se narodil 2. dubna 1971 v Milwaukee ve Wisconsinu v rodině několika dalších sourozenců. Fayne prožil dětství a dospívání v severozápadní části města, v oblasti sužované chudobou a kriminalitou. Vyrůstal v nestabilní rodině, neboť oba jeho rodiče měli oplétačky se zákonem, trpěli závislostí na alkoholu a drogách a často Lorenza bili, z čehož měl psychické trauma. V roce 1978, když mu bylo pouhých sedm let, byl sexuálně napaden chlapcem ze sousedství. V dospívání trávil hodně času na ulici, často chodil za školu a selhával ve studiu. Nakonec školu opustil úplně. V letech 1984-1989 byl několikrát zatčen za loupeže, vloupání, napadení a krádeže aut. Několik let strávil ve vězení pro mladistvé, kde byl také fyzicky a sexuálně napadán spoluvězni. Během pobytu ve vězení mu bylo IQ testem určeno IQ mezi 68 a 75 body, což ho kvalifikovalo jako člověka na hranici mentální retardace. V roce 1989, po propuštění z vězení, Lorenzo opustil Milwaukee a přestěhoval se ke své babičce Nelly Willisové do East St. Louis ve státě Illinois, kde žil následující čtyři roky.

## Odhalení
Fayne se poprvé dostal do podezření jako podezřelý z vraždy sedmnáctileté Faith Davisové z 23. července 1993, která bydlela v sousedství domu jeho babičky. Davisová byla ve svém bytě napadena, znásilněna a ubodána k smrti. Aby zahladil důkazy, byt zapálil. Byl však spatřen svědky, kteří ho identifikovali jako Lorenza Faynea. Policie ho brzy přijela vyslechnout a při prohlídce jeho oblečení a bytu byly nalezeny krvavé skvrny. Fayne byl převezen na policejní stanici, kde se nakonec přiznal k vykradení bytu Davisové, ale odmítl přiznat jakýkoli podíl na její vraždě. Dne 4. srpna bylo při zkoumání otisků prstů nalezených na místě činu zjištěno, že se shodují s těmi, které byly nalezeny na těle šestiletého Aree Hunta, malého chlapce, který byl znásilněn a uškrcen 14. července 1989 nedaleko domu Fayneovy babičky. Poté, co byl Lorenzo s těmito nálezy konfrontován, se k vraždě Hunta i Davisové přiznal. Podle jeho výpovědi byl motivem k zabití Areeho komplex méněcennosti, který ho vedl ke spáchání těchto krutých zločinů, aby se cítil lépe. Poté, co se o jeho přiznání dozvěděla jeho rodina, s ním koncem srpna promluvila jeho babička, které se Fayne přiznal k dalším třem vraždám. Jednalo se o 14letou Latondru Deanovou, která byla znásilněna a ubodána 20. března 1992, 9letou Fallon Floodovou, která byla znásilněna a uškrcena 20. července 1992 a 17letou Glendu Jonesovou, která byla znásilněna a ubodána 25. června 1993. Všechny oběti žily a byly zabity v okruhu několika set metrů od domu, v němž Lorenzo a jeho babička bydleli. Byl také podezřelý z vraždy další dívky: šestnáctileté Nicole Willisové, která byla 16. října 1989 znásilněna a ubita k smrti několik set metrů od střední školy East St. Louis, ale Fayne popřel, že by měl s její smrtí cokoli společného.

## Soudní řízení
Počátkem roku 1994 byl Lorenzo Fayne souzen za vraždu Aree Hunta a porotci ho shledali vinným. Obžaloba požadovala, aby soud uložil vrahovi dítěte trest smrti, zatímco jeho právníci trvali na shovívavosti vůči svému klientovi a místo toho mu byl uložen doživotní trest s poukazem na zneužívání, kterému byl Lorenzo v dětství vystaven a které nakonec vedlo k psychickým, emocionálním a behaviorálním problémům. To potvrdila i jeho babička Nelly, která se zúčastnila soudního jednání a vypovídala na obranu svého vnuka, přičemž ho popisovala mimořádně pozitivně. Zatímco po většinu soudního procesu dokázal Lorenzo zůstat klidný, po vyslechnutí výpovědi své babičky ztratil klid a rozplakal se. V srpnu porota hlasovala v poměru 11:1 pro uložení trestu smrti, ale protože rozhodnutí nebylo jednomyslné, byl místo toho odsouzen k doživotnímu vězení bez možnosti podmínečného propuštění.
Po odsouzení byl Fayne poslán k výkonu trestu do nápravného zařízení Menard. Brzy byl postaven před soud za vraždy Deanové, Floodové, Jonesové a Davisové. Na základě jeho přiznání a dalších důkazů byl v roce 2001 shledán vinným a odsouzen k trestu smrti. V lednu 2003 však guvernér státu Illinois George Ryan zmírnil trest smrti 157 odsouzeným Fayna včetně.
V září 2009 byl Fayne na základě profilování DNA spojen s vraždou 32leté Rity Scottové, která byla 15. září 1989 nalezena v Milwaukee ubitá tupým předmětem. Kvůli této vraždě byl 27. října 2009 vyslýchán a během výslechu se přiznal, že Scottovou zabil a s mrtvolou měl posmrtně pohlavní styk. Fayne zůstal podezřelý z vraždy Nicole Willisové, dokud nebyl nakonec vyloučen na základě testů DNA. V roce 2013 byl z její vraždy obviněn další obyvatel východního St. Louis, 51letý Carlos Garrett. Od té doby si odpykává trest v Menardově nápravném zařízení.